# Pinus wallichiana
Il pino himalayano (Pinus wallichiana A.B.Jacks., 1938) è un albero appartenente alla famiglia delle Pinaceae.

## Descrizione

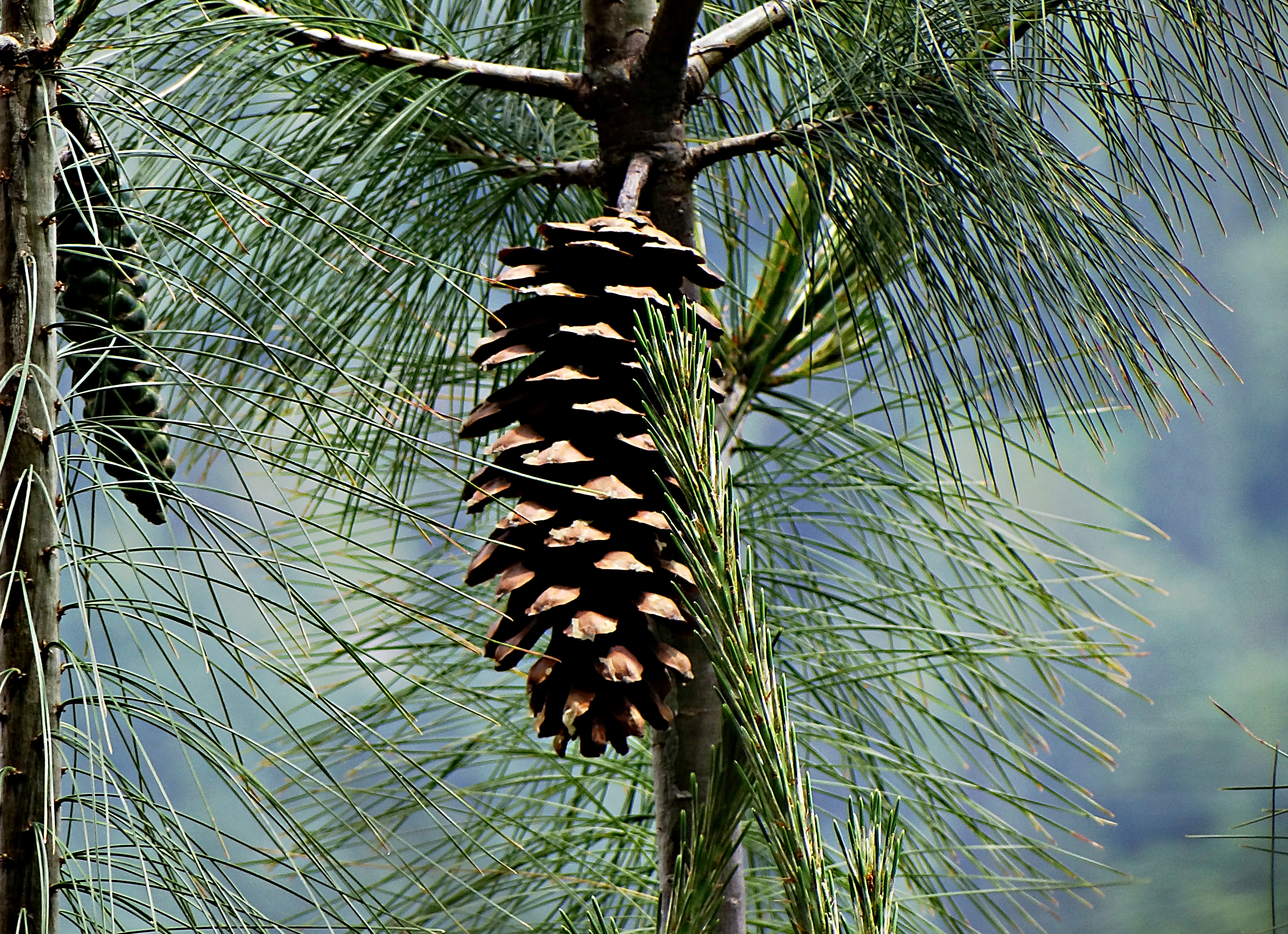
Cono maturo

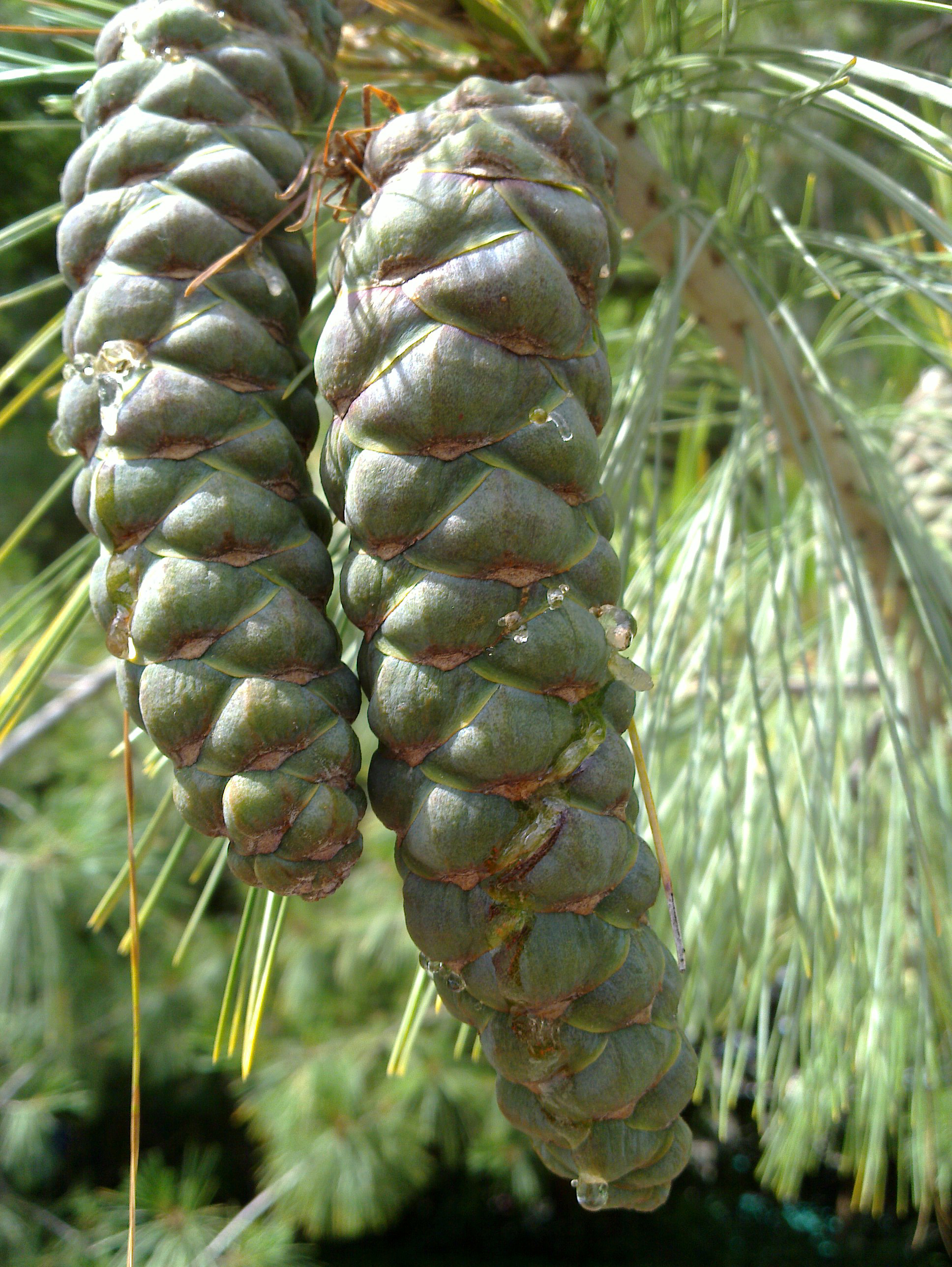
Coni immaturi

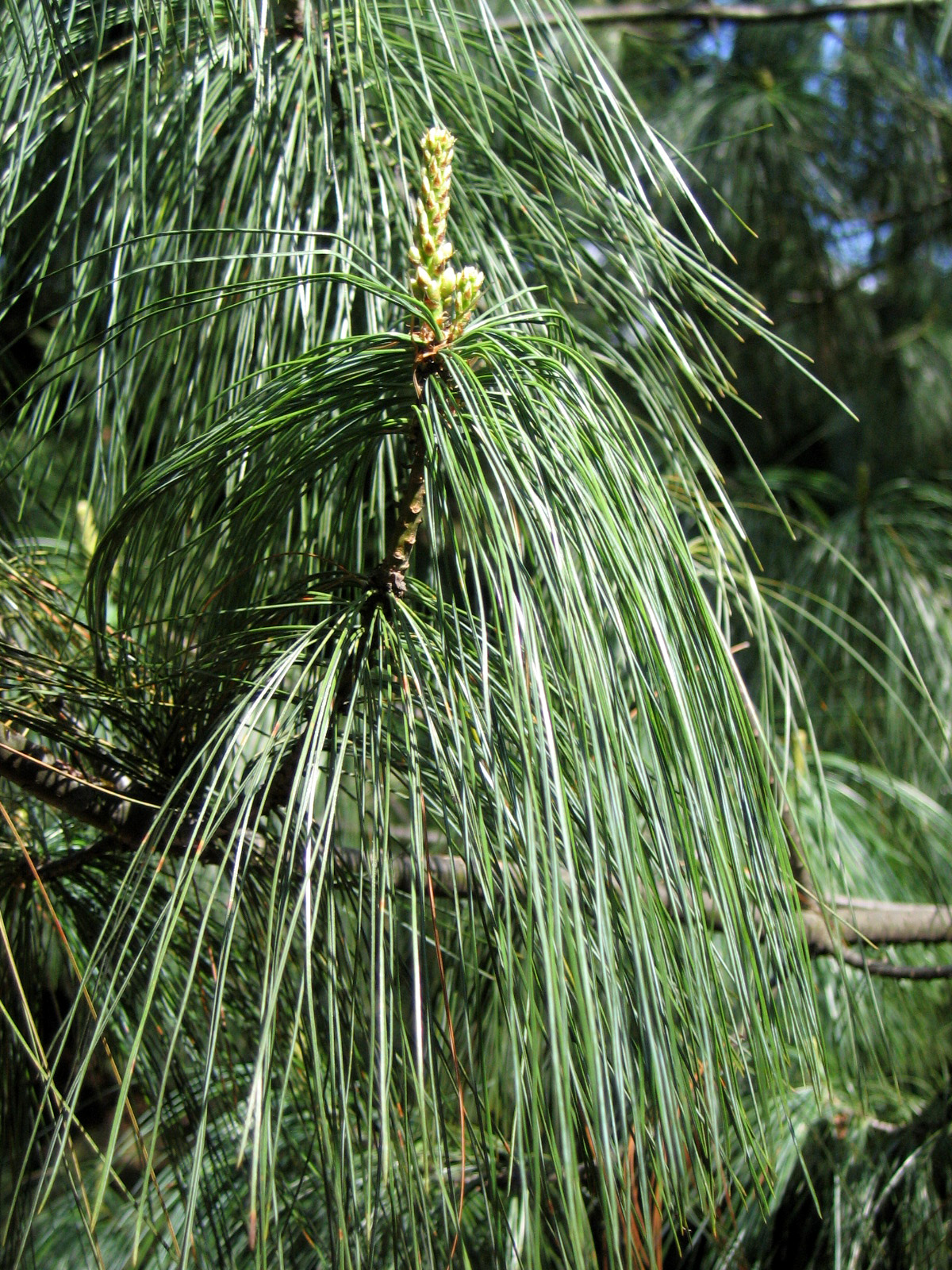
Dettaglio delle foglie

### Portamento
Il portamento è arboreo e l'albero, la cui forma è a cono largo, può raggiungere i 40 metri di altezza.

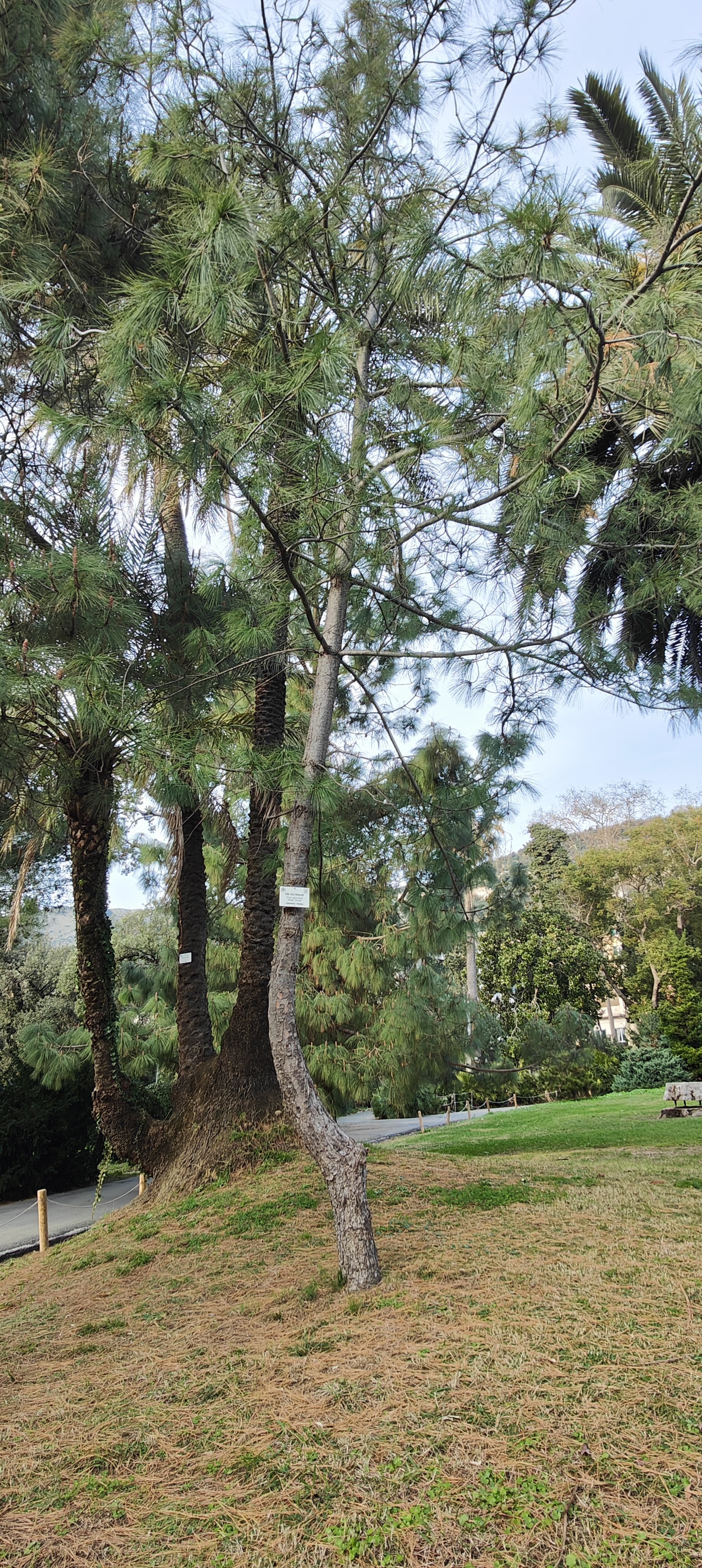
Pino dell'Himalaya a Nervi

### Corteccia
La corteccia è di colore grigio e inizialmente liscia; col passare del tempo assume una colorazione più scura e vi appaiono delle fessurazioni.

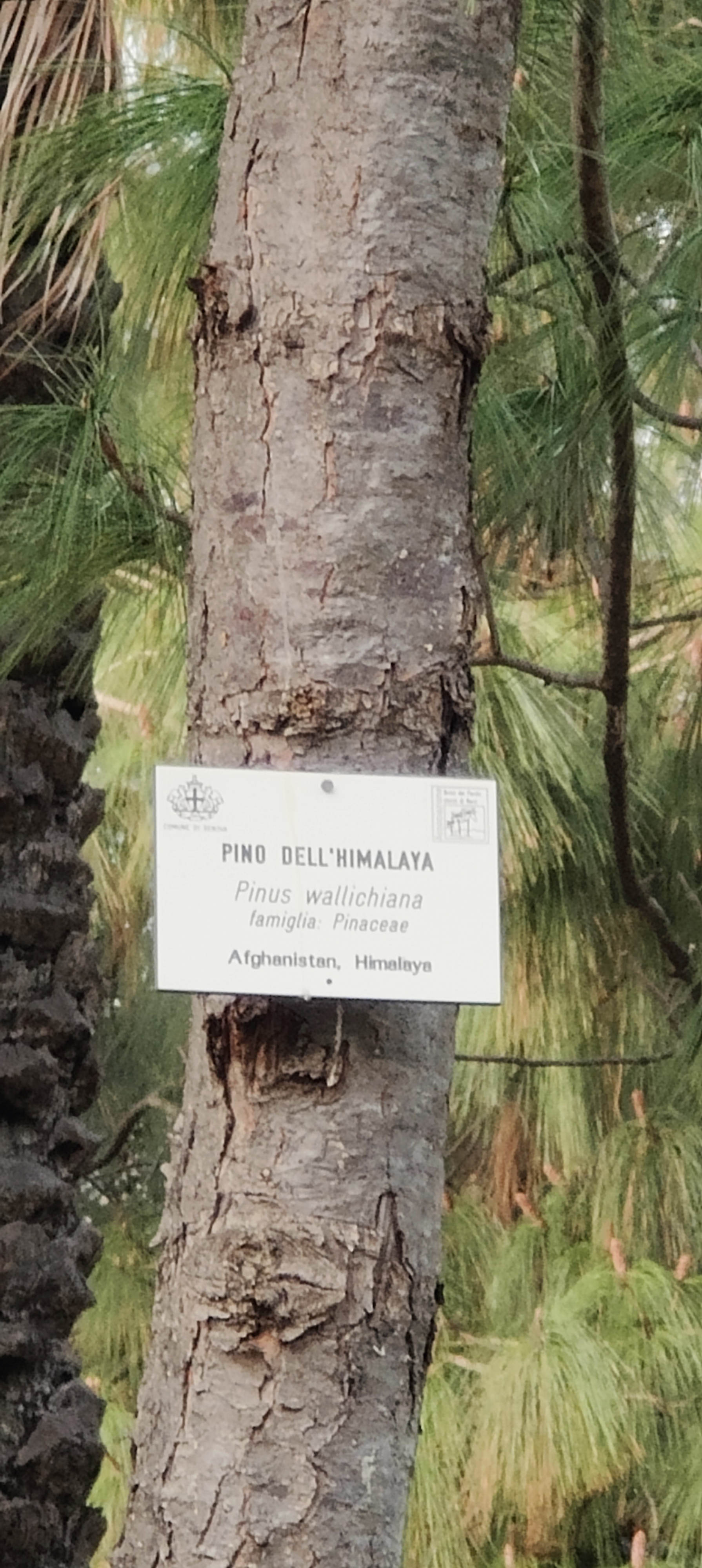
Particolare della corteccia vista da vicino

### Foglie
Le foglie sono aghiformi e portate in gruppi di 5 da rami lisci e lanuginosi di colore verde. Presentano una colorazione verde sulla pagina inferiore e blu-bianca su quella superiore. Raggiungono i 20 cm di lunghezza e sono esili, flessibili e attorcigliate.

### Strobili
Gli strobili, dapprima verdi, poi marroni una volta giunti a maturità, hanno una forma conica e possono essere ricurvi. Sono solitamente resinosi e possono essere lunghi fino a 30 cm.

### Fiori
I fiori sono portati in grappoli separati; quelli maschili sono gialli mentre quelli femminili hanno una colorazione che varia dal blu-verde al rosa. Compaiono all'inizio dell'estate sui rami giovani.

## Distribuzione e habitat
Il Pinus wallichiana è originario delle foreste montane dell'Himalaya.